# Heat Capacity Mapping Mission
Heat Capacity Mapping Mission également désigné sous l'appellation HCMM, AEM-A (Applications Explorer Mission-A) ou Explorer 58, est un petit satellite scientifique lancé en 1978. Le satellite développé par la NASA est la première d'une série de trois missions du programme Small Explorer. La charge utile est constituée d'un radiomètre chargé d'effectuer une cartographie thermique de la surface de la Terre. Le satellite a fonctionné durant deux ans et demi.

## Contexte
HCMM est la 58e mission du programme Explorer de la NASA dédié aux investigations scientifiques de l'environnement spatial de la Terre. C'est la première mission d'une sous-série de trois missions utilisant une architecture commune et intitulées Applications Explorer Mission.

## Objectifs
Les objectifs de la mission sont les suivants :
- Réaliser une cartographie thermique aux heures optimales permettant d'identifier les types de roche et les ressources minérales ;
- Mesurer la température des plantations à des intervalles rapprochés pour déterminer le cycle d'évaporation de l'eau et le cycle de vie des plantes ;
- Mesurer l'impact de l'humidité du sol en observant le cycle de température des sols ;
- Cartographier les émissions thermiques d'origine naturelle et humaine ;
- Déterminer la faisabilité d'une localisation des sources géothermiques par satellite ;
- Fournir une cartographie fréquente de la couverture neigeuse pour permettre la prévision des pénuries d'eau.

## Caractéristiques techniques
HCMM est un petit satellite à bas coût d'une masse de 117 kg composé de deux modules distincts : le module de base et le module instrumental. Le module de base est un prisme hexagonal de 65 cm de haut qui contient le système de production d'énergie, l'électronique pour les télécommunications, le système de gestion des données et le système de contrôle d'attitude. Les télécommunications se font en bande S via deux antennes VHF. Le satellite est en rotation à un taux de 14 tours par minute. Trois magnéto-coupleurs et une roue de réaction qui utilise les informations données par un magnétomètre et un capteur d'horizon infrarouge. Une propulsion utilisant de l'hydrazine est utilisée pour corriger les variations de l'orbite afin de remplir les objectifs cartographiques assignés au satellite. L'énergie est fournie par deux panneaux solaires.

## Instrumentation scientifique
HCMM dispose d'un unique instrument : le radiomètre HCMR (Heat Capacity Mapping Radiometer) d'une masse de 38,9 kg. Celui-ci est dérivé de l'instrument SCMR (Surface composition mapping radiometer) du satellite Nimbus 5 (1972). L'instrument observe sur deux canaux : 10,5 à 12,5 micromètres pour l'infrarouge et 0,55 à 1,1 micromètre pour la lumière visible. HCMR balaie une zone de 716 km de large et réalise des images avec une résolution spatiale de 600 mètres en infrarouge et 500 mètres en lumière visible.

## Déroulement de la mission
HCMM est lancé le 26 avril 1978 depuis la base de lancement de Vandenberg par une fusée Scout D-1. Il est placé sur une orbite héliosynchrone de 620 km qui est abaissée en février 1980 à 540 km. Le satellite suit une orbite midi/minuit avec un cycle de 16 jours. Les données sont transmises en temps réel à 7 stations au sol et enregistrées sur des bandes magnétiques. La durée initiale de la mission est d'un an mais il n'y est mis fin que le 30 septembre 1980 soit deux ans et demi après son lancement. Le satellite a fonctionné de manière nominale hormis sa batterie dont les capacités de recharge ont rapidement diminué du fait d'un défaut de fabrication.

## Résultats scientifiques
Le satellite a produit 47 000 scènes distinctes qui sont conservées sur des films en noir et blanc. Ces prises de vue ont été numérisées par la suite au format TIFF (1000 dpi) car elles pourraient contribuer à fournir des données historiques dans le cadre de la recherche sur les changements climatiques globaux.

## Fin de vie
Du 21 au 23 février 1980, l'altitude orbitale du HCMM a été abaissée de 620 à 540 km pour stopper la dérive du plan orbital vers des angles défavorables du Soleil, ce qui a réduit la capacité de captage d'énergie des panneaux solaires. Les opérations du vaisseau spatial ont pris fin le 30 septembre 1980. Le HCMM est rentré dans l'atmosphère terrestre le 22 décembre 1981.